# Villarejo de Fuentes
Villarejo de Fuentes è un comune spagnolo di 519 abitanti situato nella comunità autonoma di Castiglia-La Mancia.